# جان ۵
جان ۵ (انگلیسی: John 5؛ زادهٔ ۳۱ ژوئیهٔ ۱۹۷۰) گیتارنواز، و ترانه‌پرداز اهل ایالات متحده آمریکا است. وی از سال ۱۹۸۷ میلادی تاکنون مشغول فعالیت بوده است.